# Therr Maitz
Therr Maitz (произносится «Тэр мэйтс») — российская инди-группа. Основана музыкантом, продюсером, композитором Антоном Беляевым в 2003 году.
C 2011 года Therr Maitz ведут активную концертную и гастрольную деятельность, участвуют во всех крупных музыкальных фестивалях, выпускают релизы, участвуют в кино- и телевизионных проектах.
Группа признана самым востребованным российским коллективом в 2014 году по версии ежегодной национальной премии «Событие года», лучшим исполнителем 2015 года в российском iTunes и Apple Music и лучшим российским артистом по версии премии MTV Europe Music Awards.

## Состав

### Текущий состав
- Антон Беляев — электроника, семплы (2003—2006, 2010—наст. время), клавишные (2004—2006, 2010—наст. время), вокал (2010—наст. время), аранжировки, музыка, автор (2003—2006, 2010—наст. время)
- Дмитрий Павлов — гитара, акустическая гитара (2004—2006, 2010, 2019—наст. время)
- Виктория Жук — бэк-вокал, вокал (2011—наст. время)
- Дмитрий Фомин — бас-гитара (2017—наст. время)
- Игнат Кравцов — ударные (2017—наст. время)
- Хорхе Паласио (Jorge Luis Nunez Palacio) — перкуссия (2018—наст. время)
- Илья Камалдинов — гитара, акустическая гитара (2020—наст. время)

### Бывшие участники
- Максим Бондаренко — бас-гитара (2004—2006, 2010)
- Константин Дробитько — труба (2004—2006)
- Евгений Кожин — ударные (2004—2006)
- Николай Сарабьянов — гитара (2010—2019)
- Артём Тильдиков — бас-гитара (2010—2017)
- Олег Ингиозов — ударные (2010—2011)
- Борис Ионов — ударные (2011—2017)

### Технический персонал
- Василий Сиденко — звукорежиссёр (2021—наст. время)
- Дмитрий Погосов — мониторный инженер
- Никита Краснов — режиссёр по свету
- Ильяс Низамов — техник
- Евгений Субботин — техник

### Бывший технический персонал
- Илья Лукашёв — звукорежиссёр (2011—2021)

### Административный персонал
- Юлия Беляева — директор группы, букинг
- Алёна Рошаль — концертный директор, букинг, тур-менеджмент
- Екатерина Габбясова — менеджер группы, PR (ранее ассистент команды)
- Максим Долгов — ассистент музыкального производства
- Алина Гаспарян — ассистент команды

### Бывший административный персонал
- София Боякова — менеджер группы, PR, исполнительный продюсер

## История группы

### 1995—2006
В 1995 году, проходя учёбу в музыкальном училище, Антон Беляев устраивал джем-сейшны с музыкантами на базе христианской межконфессиональной радиостанции «Новая Жизнь» г. Магадана.
В 1998 году Антон Беляев поступил в Хабаровский государственный институт искусств и культуры на отделение эстрады и джаза. В годы учёбы работал в различных клубах Хабаровска в качестве музыканта и арт-директора. В 2003 Антон начинает Therr Maitz как сольный электронный/эйсид-джаз проект. Проект активно выступает на различных концертах и фестивалях, выпускаются первые треки Dancing For Loozers и Sick 'N' Tired. В 2004, став арт-директором клуба «Русь», пригласил музыкантов Дмитрия Павлова (гитара), Максима Бондаренко (бас), Константина Дробитько (труба), Евгения Кожина (ударные) играть в клубе. Из семплов, записанных в Магадане до 1998 года, был сделан трек The Flow, а также Paris Line. Вдохновленный покупкой Rhodes Piano Mark II, Антон Беляев записал трек The Ocean, главную партию в котором исполнил Константин Дробитько (труба).
В 2005 году Антон Беляев подписал контракт с японской компанией на серию клубных выступлений в Токио и Киото и уехал вместе с музыкантами работать в Японию. В декабре 2005 году промоутер Синиша Лазаревич открыл клуб Out hall во Владивостоке, на открытие которого пригласил Therr Maitz. После чего Дмитрий Павлов и Максим Бондаренко переехали в Москву. Константин Дробитько покинул группу из-за рабочего контракта в Корее. Евгений Кожин принял решение остаться в Хабаровске. Антон Беляев остался по рабочим контрактам во Владивостоке (клуб BSB, Out hall), а в 2006-м году переехал в Москву.

### 2006—2010
С 2006 по 2013 Антон Беляев работал в качестве музыкального продюсера с Тамарой Гвердцители, Игорем Григорьевым, Максимом Покровским, Полиной Гагариной.
Деятельность Therr Maitz c 2006 по 2010 была заморожена.

### 2011—2013
В мае 2010 был выпущен альбом Sweet Oldies, который является компиляцией треков, записанных в ранний период. Хорошие показатели продаж альбома в iTunes навели Антона Беляева на мысль, что стоит возобновить концертную деятельность Therr Maitz.
Осенью 2010 года Антон Беляев познакомился с Олегом Ингиозовым (ударные, проект TANTSUI) и пригласил его работать вместе.
22 октября 2010 года состоялся концерт в клубе Squat. После этого группу покинули Дмитрий Павлов (Мегаполис, Полюса) и Максим Бондаренко. В связи с этим Антон Беляев начал искать новых музыкантов.
Во время сессионной записи трека «Танго» для Игоря Григорьева Антон Беляев познакомился с Николаем Сарабьяновым (гитара) (МЭD DОГ, Баста, Ноггано, Гришковец и Бигуди, Токио, Мачете, Батырхан Шукенов) и пригласил его работать с Therr Maitz.
Во время записи треков для Полины Гагариной Антон Беляев познакомился с Артемом Тильдиковым (бас) (Земфира, Ноггано) и он тоже присоединился к Therr Maitz. Борис Ионов (ударные) (Zventa Sventana, Guru Groove Foundation, Ноггано, Баста, Владимир Пресняков, Полина Гагарина) сменил Олега Ингиозова весной 2011.
9 апреля 2011 года, в Карго бар на Красном Октябре состоялся первый концерт в новом составе. Звукорежиссёром на этот концерт был приглашен Илья Лукашёв. Виктория Жук (Los Devchatos) была приглашена на бэк-вокал. Таким образом сложился основной действующий состав Therr Maitz.
В 2011 году Therr Maitz выступили на одном из крупнейших в России джазовых фестивалей Усадьба Jazz, на ежегодном международном фестивале Республика КаZантип, международном фестивале музыки и медиаискусства MIGZ
В 2012 в Томске группа приняла участие в фестивале Red Rocks, проходящим под патронажем Сбербанка России и приуроченном к Олимпиаде в Сочи.
В мае 2013 года в Парке Горького состоялся большой фестиваль Bosco Fresh в рамках открытого фестиваля искусств Черешневый лес, в котором Therr Maitz приняли участие вместе с WOODKID, Datarock, Motorama и другими лучшими инди-музыкантами мира.
12 июня 2013 года на фестивале Maxidrom Therr Maitz выступил на «разогреве» у «30 seconds to Mars». Сразу после Максидрома Therr Maitz уехали на гастроли на Дальний Восток, где дважды выступили в рамках фестиваля Red Rocks (в Хабаровске и Владивостоке), а также дали несколько клубных концертов. 27 июля 2013 Therr Maitz приняли участие в фестивале электронной музыки Gipsy parking, хедлайнером которого стал американский электронный музыкант Nicolas Jaar.

### 2014 — по настоящее время
После участия фронтмена Антона Беляева во втором сезоне шоу «Голос» (2013) на Первом канале популярность Therr Maitz резко возросла. Дебютный сингл Therr Maitz «Make It Last», выпущенный 13 февраля 2014, неделю продержался на первом месте в сингловом чарте российского iTunes.
20 февраля 2014 в дни зимней Олимпиады-2014 в Сочи в эфире шоу Вечерний Ургант прозвучала композиция «Feeling Good Tonight».
В марте 2014 группа объявила название будущей пластинки — Unicorn.
12 мая Therr Maitz в третий раз за полгода появились в эфире шоу Вечерний Ургант с композицией Stop Quiet.
15 мая в Ray Just Arena состоялся сольный концерт Therr Maitz, на котором был представлен материал нового альбома Unicorn. В день концерта альбом был размещен для предзаказа на iTunes, и для скачивания сразу же были доступны две версии песни Feeling Good Tonight (радиоверсия и ремикс UNKLE). Радиоверсия стала лидером недели, возглавив чарт iTunes в течение суток после релиза. На волне интереса первый сингл Therr Maitz Make It Last также вернулся в чарт. 16 и 17 мая все три трека держали первые места в сингловом чарте iTunes.
Лето 2014 года музыканты провели в первом гастрольном туре по России. За месяц Therr Maitz посетили порядка 10 городов, после чего успели отметиться на всех крупнейших опен-эйрах страны: Усадьба Jazz, Дикая Мята, ParkLive, Стереолето и Пикник Афиши.
31 октября 2014 на iTunes состоялся официальный релиз композиции Therr Maitz Stop Quiet.
4 декабря 2014 в Крокус Сити Холл Therr Maitz представили уникальную концертную программу в сопровождении струнного оркестра, специально для выступления были приглашены музыканты из Лондона. Дирижировать оркестром была приглашена Салли Гербер (сотрудничество с Zero 7, Bat For Lashes, Radiohead, Robbie Williams, Ellbow, Muse, Peter Gabriel). В составе оркестра — ведущие сессионные музыканты Великобритании, принимавшие участие в записи саундтреков многих голливудских кинолент, среди которых «007: Координаты Скайфолл» и «Казино Рояль», «Начало», «Властелин колец», «Голодные игры», «Гравитация», «Трон: Наследие». Они также записывались со многими артистами, включая Paul McCartney, Radiohead, Stevie Wonder, Robbie Williams и Florence & the Machine. Многие из них входят состав ведущих британских оркестров. В новой аранжировке, сделанной специально для акустического концерта, прозвучали известные хиты Therr Maitz (Feeling Good Tonight, Make It Last, Stop Quiet, See you) и каверы на мировые хиты. Особым событием концерта стала премьера песни Robots.
4 марта 2015 на iTunes вышел второй студийный альбом Therr Maitz UNICORN. Треки, вошедшие в альбом, были записаны в студиях Лондона, Москвы и Рио-де-Жанейро, а сведены в домашней студии Therr Maitz в Москве. За последние два месяца работы над альбомом пластинка была почти полностью переписана и включила ранее выпущенные синглы Make It Last, Feeling Good Tonight и Stop Quiet. За первый час продаж UNICORN поднялся на первое место в топе альбомов iTunes. Рецензент InterMedia, оценив альбом в 3 звезды из 5, отметил, что, «несмотря на его слабые места и „филлеры“, ощутимую по сравнению с „лайвами“ потерю драйва, [Unicorn] — громадный шаг не только для самой группы, отказавшейся от бездушной музыки для кофеен и аэропортов в пользу радиоформатного диско-фанка, но и для отечественной „попсы“».
2 апреля 2015 Therr Maitz выступили для гостей XVIII Сурдлимпийских зимних игр в городе Магнитогорске на озере Банное.
9 августа 2015 Therr Maitz выступили на закрытии Чемпионата мира по водным видам спорта в Казани, исполнив свой сингл «Make It Last» с альбома UNICORN
8 октября 2015 года Therr Maitz вновь выступили в Крокус Сити Холле со специальной двухчасовой электронной программой, состоящей из новых песен. Композиции Therr Maitz, никогда не звучавшие ранее, и треки с альбома UNICORN были исполнены в сопровождении уникального видеоряда и светового шоу. Дополнил программу Государственный симфонический оркестр «Новая Россия», который в этот вечер аккомпанировал Therr Maitz. (Впервые Therr Maitz выступили на одной сцене с оркестром «Новая Россия» за полгода до этого, 23 мая 2015 на фестивале Bosco Fresh Fest)
15 октября 2015 Therr Maitz дебютировали с новой программой в Лондоне.
24 сентября на своем видеоканале в YouTube Therr Maitz представили сразу два новых клипа — Found U и Harder. Съёмки Found U прошли летом 2015 г. в Москве и Санкт-Петербурге. Видео представляет собой сочетание балета, 3D технологий и видео-арта. В клипе принял участие солист Мариинского театра Юрий Смекалов, который создал для Therr Maitz уникальный хореографический номер. Специально для видео-мэппинга модель «головы» Антона Беляева была напечатана в человеческий рост на самом большом 3D принтере в Санкт-Петербурге. Harder — первое официальное видео с готовящегося документального фильма «Moviecorn». По словам Антона Беляева, клип идеально передаёт атмосферу живых концертов Therr Maitz.
24 декабря 2015 на YouTube состоялась премьера клипа Therr Maitz Doctor. Съёмки заняли 4,5 года. Клип состоит из двух частей: мужской и женской. Первую представляет Антон Беляев, вторую — его жена Юля.
11 марта 2016 года состоялся весенний сольный концерт Therr Maitz в столичном клубе Red. Основную часть программы составили новые песни группы — «365», «My love is like», «Taken», «Hate ya», «Compare» и др. Несколько заключительных песен концерта транслировались в прямом эфире в официальной группе Therr Maitz в Facebook
6 мая 2016 года Therr Maitz выпустили сингл «365». В день релиза песня встала на 1 место в чарте альтернативной музыки iTunes, обогнав RHCP, Radiohead и Coldplay. На следующий день трек поднялся в топ песен Google play, где продержался неделю.
5 августа 2016 года Therr Maitz выпустили акустический мини-альбом "Tokyo Roof ". В него вошли 4 песни, записанные на крыше токийского небоскреба. Более недели альбом держался на первом месте в чарте альтернативной музыки iTunes и почти две недели возглавлял топ альтернативных альбомов Google Play. Сергей Мудрик, рецензент портала Звуки. Ру, написал об альбоме следующее: «Многие ставят Therr Maitz в укор их студийный перфекционизм, приводящий ко близкому к выхолощенности результату — дескать, слишком уж всё по правильным лекалам, а потому скучно. „Tokyo Roof“ может стать резонным контраргументом».
13 августа Therr Maitz выступили на сцене Europe крупнейшего европейского фестиваля Sziget в Будапеште.
7 октября Therr Maitz выпустили сингл и клип «My Love Is Like». В день релиза клип возглавил видеочарт российского iTunes, где продержался 6 дней. Песня «My Love Is Like» удерживала первое место альтернативного чарта неделю. «Коммерсант» описал клип как «едкий троллинг общества потребления с гиперболизированными „оптимистичными“ персонажами, напоминающими клип группы Soundgarden „Black Hole Sun“».
За первые сутки клип «My Love Is Like» набрал более 1 млн просмотров в российском YouTube. За следующие 4 дня эта цифра выросла до 2 миллионов, а спустя несколько недель количество просмотров перевалило отметку в 4 миллиона. Главные роли в клипе исполнили Виктория Жук (вокалистка Therr Maitz) и Борис Ионов (барабанщик Therr Maitz). За хореографию в клипе отвечали режиссёр и наставник шоу «ТАНЦЫ» на ТНТ — Мигель и хореограф его команды Катя Решетникова, роли исполняли участники шоу «ТАНЦЫ». Помимо самого видео Therr Maitz выпустили фильм о создании клипа и бэкстейдж в формате 360 градусов.
В 2016 году Therr Maitz активно сотрудничали с телеканалом ТНТ: песня «365» попала в саундтрек сериала «Универ», а песни «Harder», «Feeling Good Tonight» и «My Love Is Like» прозвучали в шоу «ТАНЦЫ», где специально под них были поставлены хореографические номера. Трек «My Love Is Like» Therr Maitz исполнили в живую: финальный гала-концерт третьего сезона шоу «ТАНЦЫ» открыло выступление группы, сопровождаемое танцевальной постановкой от Мигеля.
Помимо этого, под песню «My Love Is Like» был поставлен отдельный хореографический номер для шоу «Comedy Woman».
7 января 2017 года, в Рождество, Therr Maitz выпустили live — видео «Robots» — запись с концерта в Крокус Сити Холле, где состоялась презентация песни в сопровождении струнного лондонского оркестра.
22 мая 2017 года состоялся релиз сингла и видео «Undercover». Песня впервые прозвучала на концерте в ноябре 2016 года, но только в середине января Антон и Юлия поделились новостью о том, что ждут сына. В процессе работы над синглом Антон решил, что эта музыка может помочь и другим детям — тем, от кого родители отказались. Так возникла идея благотворительного релиза, который осуществляется совместно с Sony Music Entertainment и фондом «Бюро Добрых Дел» — все средства, вырученные от продажи трека, передаются сиротам в детские дома.
30 июня 2017 года Therr Maitz выступили на крупнейшем фестивале Украины — Atlas Weekend, проходившем в Киеве, а 5 августа приняли участие в фестивале Granatos Live в Вильнюсе.
В сентябре 2017 года в Сочи состоялся ежегодный международный конкурс «Новая Волна», в состав жюри которого вошёл Антон Беляев. В один из дней конкурса Therr Maitz исполнили песню «See You» на сцене New Wave Hall.
В октябре 2017 года в составе Therr Maitz произошли изменения — группу покинули барабанщик Борис Ионов и бас гитарист Артем Тильдиков.
3 ноября 2017 года состоялся традиционный осенний концерт Therr Maitz в Санкт-Петербурге. Именно на этом выступлении группа представила обновленную ритм-секцию в лице барабанщика Игната Кравцова и бас гитариста Дмитрия Фомина. На концерте прозвучали песни с нового альбома и известные концертные хиты в сопровождении струнного оркестра Synergy Orchestra под руководством Дмитрия Селипанова.
14 февраля 2018 года Therr Maitz открыли предзаказ новой пластинки «Capture» песней и клипом «Container». Главную роль в клипе сыграла грузинская актриса Тинатин Далакишвили, а старика сыграл сам Антон Беляев. За первые сутки клип набрал более 1 млн просмотров на YouTube, а через несколько недель количество просмотров составило более 5 млн.
14 февраля 2018 года на экраны вышел фильм «Лед», одним из композиторов которого выступил Антон Беляев. Помимо оригинального саундтрека, в фильме также используются две песни Therr Maitz — «Power», которая была выпущена отдельным синглом 25 февраля, и «Superstar». Заглавной музыкальной темой картины стал кавер на песню «Лететь» группы Амега в исполнении Антона Беляева.
8 марта 2018 года в клубе «Adrenaline Stadium» состоялся большой сольный концерт Therr Maitz в сопровождении оркестра, на котором группа представила песни с нового альбома «Capture», а также исполнила свои концертные хиты. Роль дирижёра исполнил Дмитрий Селипанов. Масштабное световое шоу для концерта разработала студия Sila Sveta.
10 августа 2018 года Therr Maitz отметили свой день рождения — группе исполнилось 7 лет со дня создания московского состава. Праздничный концерт прошёл под открытым небом на территории дизайн-завода Флакон.
14 сентября 2018 года в церкви Passionskirche в Берлине состоялся сольный концерт Therr Maitz, на котором они представили песни с нового альбома «Capture», вместе со своими хитами.
27 сентября 2018 года Therr Maitz приняли участие в концерте, посвящённом 20-летию телеканала MTV. В рамках выступления группа исполнила треки My love is like и Power совместно с Полиной Гагариной.
17 ноября 2018 года участники Therr Maitz Антон Беляев, Юлия Беляева (директор группы), Игнат Кравцов (барабаны), Илья Лукашёв (звукорежиссёр), Алёна Рошаль (тур-менеджер) выступили в качестве спикеров на образовательном форуме Waveforum, посвящённом созданию музыки и звука.
7 декабря 2018 года группа провела концерт в Большом концертном зале «Октябрьский» (Санкт-Петербург). Концерт сопровождался аккомпанементом симфонического оркестра, дирижёром которого в очередной раз выступил Дмитрий Селипанов. На этом концерте в составе группы впервые сыграл кубинский перкуссионист Хорхе Паласио (Jorge Luis Nunez Palacio), который впоследствии стал постоянным членом группы.
В июне 2019 года группу покинул Николай Сарабьянов (гитара). На его место вернулся Дмитрий Павлов, который участвовал ещё в самом первом составе Therr Maitz.
В 2019 году группа записала композицию «Beautiful Creature», которая стала саундтреком к сериалу «Жуки» на ТНТ.
10 и 11 августа Therr Maitz были одними из хедлайнеров музыкального фестиваля ZAVTRA в Москве и Санкт-Петербурге, посвящённого защите экологии и окружающей среды. Вдохновительницей фестиваля стала французская певица Zaz.
22 августа 2019 года Therr Maitz выступили на церемонии открытия 45-го мирового чемпионата мира по профессиональному мастерству по стандартам WorldSkills. В рамках церемонии была исполнена новая версия трека «Undercover», а со сцены к зрителям в этот момент обращалась робот София.
16 апреля 2021 года Therr Maitz за один выпустили трек и клип «Superstar», а также lyric-видео.
15 мая 2021 года Therr Maitz выступили на церемонии открытия XXIX Всероссийского фестиваля студенческого творчества «Российская студенческая весна» на стадионе «Нижний Новгород».
28 августа 2021 года ФК «Краснодар» показал публике свой новый гимн, написанный голливудским композитором Хансом Циммером. Аранжировкой гимна занимался Антон Беляев.
3 сентября 2021 года Therr Maitz отыграли на фестивале «Ленмосты», где Антон Беляев также выступил на open-talk.
25 марта 2022 года Therr Maitz выпустили клип на трек «Future Is Bright», а 9 декабря песня официально вышла на стриминговых платформах.
5 февраля 2023 было объявлено, что Антон Беляев станет наставником нового сезона шоу «Голос» на «Первом канале».

## LAB c Антоном Беляевым
В конце 2019 года Therr Maitz приняли участие в шоу LAB Антона Беляева. Это проект о современной музыке, участниками которого являются музыканты Therr Maitz и приглашённый артист. В рамках выпуска приглашённый артист исполняет всего 3 песни. Одна из них — это песня самого исполнителя. Две оставшиеся — это композиции других исполнителей, которые Антон вместе с гостем выбирают из всех песен мира. Песня исполняется в новой версии совместно с участниками Therr Maitz, струнным оркестром и эстрадным хором HOR под управлением Марии Соловьевой. Между композициями Беляев интервьюирует гостя, раскрывая его с музыкальной точки зрения.
Все три сезона проекта были эксклюзивно выпущены на стриминговых сервисах и ТВ. Первый сезон вышел на «Яндекс.Эфире», второй увидел свет на «КиноПоиске», а третий стал частью эфирной сетки телеканала «ТНТ», а позже пополнил каталог онлайн-кинотеатра «Premier». Музыкальные номера шоу LAB публикуются на официальном канале Therr Maitz в YouTube.
В мае 2023 года стартовал четвёртый сезон LAB на платформе VK Видео. Все песни из выпуска публикуются на стриминговых площадках. Концепция сезона не поменялось — приглашённый гость исполняет два трека в новой аранжировке: один из них свой, второй — другой популярный хит.
Участники первого сезона:
- Jah Khalib
- Монеточка
- Полина Гагарина
- FEDUK
- Александр Ревва
- Леван Горозия
- Валерий Сюткин
- Олег ЛСП
- Любовь Успенская
- Леонид Агутин

Участники второго сезона:
- Баста
- Zivert
- Иван Ургант
- Noize MC
- Шарлот
- Лолита
- Лев Лещенко
- Елена Темникова
- Gruppa Skryptonite

В последнем выпуске зрителей ждал сюрприз. В качестве приглашенного гостя были Therr Maitz, в которой Антон Беляев является фронтменом.
Участники третьего сезона:
- Gruppa Skryptonite
- Леонид Агутин
- Slava Marlow
- Little Big
- Илья Лагутенко
- Иван Дорн
- Элджей
- Лолита
- FEDUK
- Кирилл Бледный
- Семен Слепаков
- Марина Кравец

Участники четвёртого сезона:
- Клава Кока
- Niletto
- Вячеслав Бутусов
- Ёлка
- Азамат Мусагалиев
- Рома Зверь

## Награды и достижения
В 2014 году группа признана самым востребованным российским коллективом по версии ежегодной национальной премии «Событие года»
В 2015 году Therr Maitz стали лучшим исполнителем года в российском iTunes и Apple Music.
6 ноября 2016 года Therr Maitz были признаны лучшим российским артистом по версии премии 2016 MTV Europe Music Awards .
25 октября 2017 года Therr Maitz получили награду «Группа года» премии «Прорыв Года 2017 года» журнала Moda Topical.
В 2021 году Therr Maitz приняли участие в Национальном отборе на Евровидение-2021 вместе с Манижой и дуэтом 2Маши. Группа представила песню «Future Is Bright».
5 февраля 2023 было объявлено, что Антон Беляев станет наставником нового сезона шоу «Голос» на «Первом канале».

## Дискография
| Sweet oldies (2010) - The Ocean - Paris Line - Sensitive Tune - The Flow - Web - Get Together - It Goez On - Silver Spell - Move - Stupid - Umge - Without - Heart Make it Last — Single (2014) - Make it Last Feeling Good Tonight — Single (2014) - Feeling Good Tonight (Radio Edit) - Feeling Good Tonight (UNKLE Reconstruction) - Feeling Good Tonight (Too Long Rip) - Feeling Good Tonight (U Can Sing / Instrumental) | Unicorn (2015) - Manta Walking Down the Street - Found U - Feeling Good Tonight (Radio Edit) - Feel Free - Seconds of Luv - Stop Quiet - Hard Lights - Follow - Doctor - Make It Last - Harder - Earth - Feeling Good Tonight - Feeling Good Tonight (UNKLE Reconstruction) - Feeling Good Tonight (Porno Cheap Rip) 365 — Single (2016) - 365 Tokyo Roof — EP (2016) - Silver - 365 (Acoustic) - Manta (Acoustic) - Taken My Love Is Like — EP (2016) - My Love Is Like - My Love Is Like (MrRenedekart Remix) - My Love Is Like (Billy Rubin Remix) - My Love Is Like (Rodion Kononov Remix) - My Love Is Like (All Mode Remix) TM: Remixes — EP (2017) - My Love Is Like (Atlaxsys Remix) - 365 (Atlaxsys Remix) Undercover — Single (2017) - Undercover Power — Single (2017) - Power Container — Single (2018) - Container Superstar — Single (2021) - Superstar Future Is Bright — Single (2021) - Future Is Bright |